# Rite expiatis

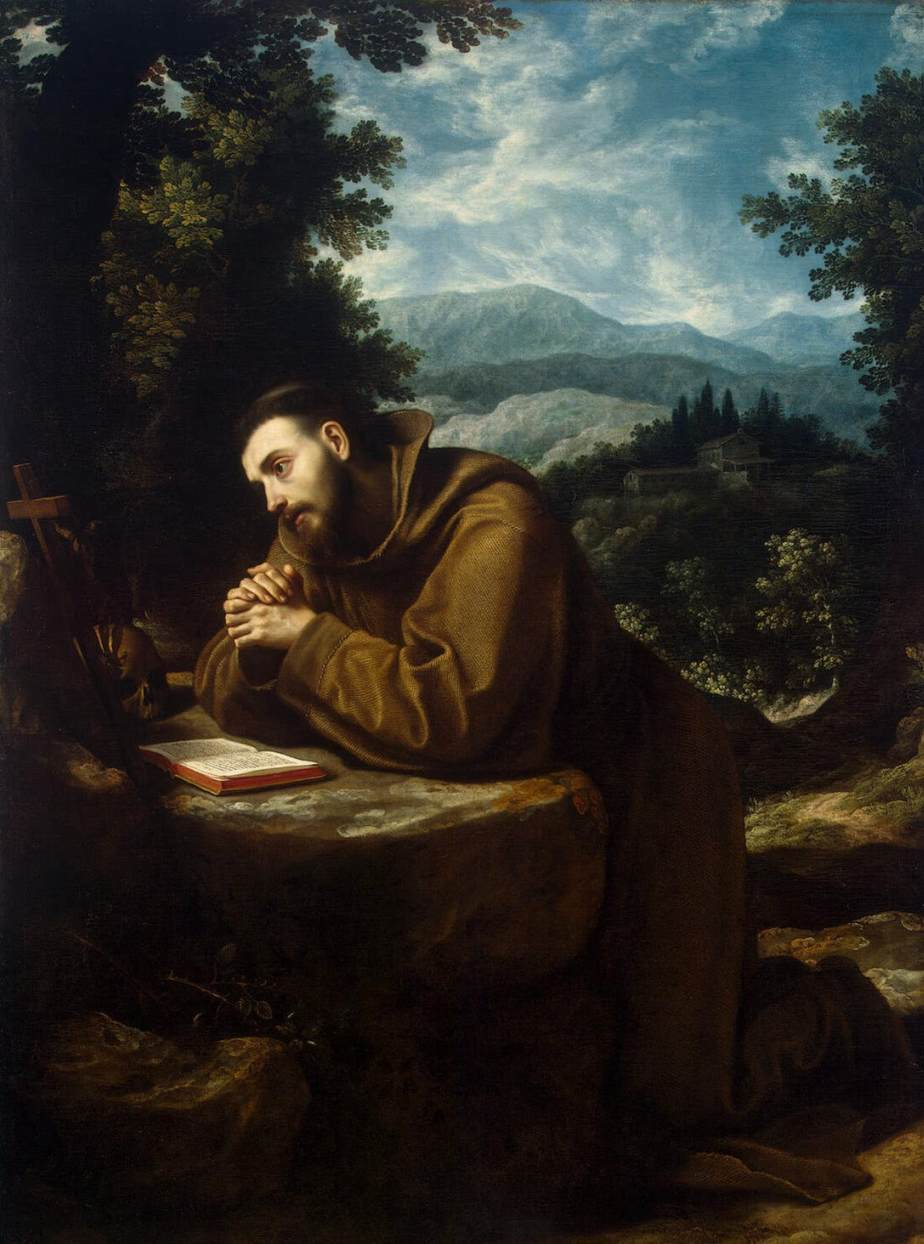
São Francisco de Assis - Cigoli (1598)

Rite expiatis (em português, Devidamente Expiado) é a oitava encíclica de Pio XI, datada de 30 de abril de 1926, por motivo do sétimo centenário da ida ao céu de São Francisco de Assis.

## São Francisco de Assis
Após expiar devidamente nesta Cidade Santa [Jerusalém] e, com as almas de muitos despertadas para um modelo de vida mais perfeito pelo grande Jubileu — cuja oportunidade de fruição prorrogamos até o fim do ano —, parece-nos que um certo aumento dos maiores benefícios, tanto os obtidos quanto os esperados, está prestes a vir da solene comemoração de Francisco de Assis, que se prepara em todas as nações, ao final do sétimo século desde que ele felizmente trocou o exílio terrestre pela pátria celestial.— Inicio da encíclica Rite expiatis
Giovanni di Pietro Bernardone, que seria conhecido como Francisco de Assis, nasceu nessa cidade no ano de 1181 ou 1182, Filho de um rico comerciante, em sua juventude levou uma vida despreocupada, sem se preocupar com os luxos, e em pecado; Segundo se conta, uma doença foi a ocasião para que ele refletisse sobre o seu modo de vida e decidisse optar pela pobreza. Durante um tempo dedicou seus esforços à reconstrução de igrejas em ruínas, mas, foi em 1208 quando entendeu que Deus lhe pedia para iniciar com alguns colegas um estado de vida na pobreza; formulou a regra que devia viver os membros dessa comunidade e a submeteu à aprovação do Papa Inocêncio III, o que finalmente ocorreu pelas instâncias de Guido, bispo de Assis.
Nos anos seguintes se foi contemplado o desenvolvimento e o crescimento da ordem primeira fundada por São Francisco, a que se acrescentou uma ordem segunda feminina, com a colaboração de Clara de Assis, e mais tarde uma Ordem Terceira Secular que pudessem se integrar os numerosos leigos seguidores de São Francisco.
Seu fervor apostólico chegou a levar-lhe para a Palestina e para o Egito, por mais que nos últimos anos de sua vida tenham se decorridos em sua cidade natal, e especialmente junto à igreja da Porciúncula, que fica perto de Assis. Nesta cidade faleceu em 3 de outubro de 1126.

## Conteúdo da encíclica

### Frutos que devem esperar da celebração deste centenário
Após expiar devidamente [os pecados] nesta Cidade Santa (Jerusalém) e, com as almas de muitos despertadas para um modelo de vida mais perfeito pelo grande Jubileu — cuja oportunidade de fruição prorrogamos até o fim do ano —, parece-nos que um certo aumento dos maiores benefícios, tanto os obtidos quanto os esperados, está prestes a vir da solene comemoração de Francisco de Assis, que se prepara em todas as nações, ao final do sétimo século desde que ele felizmente trocou o exílio terrestre pela pátria celestial.— Inicio da encíclica Rite expiatis
O papa expressa desde o início da encíclica o seu desejo de que a celebração do sétimo centenário da morte de São Francisco seja uma oportunidade para que se conheça o verdadeiro espírito do santo, e que seu exemplo e seus ensinos ajudem os fiéis da Igreja e que cresçam em caridade e em espírito de penitência. De acordo com esse objetivo, Pio XI expõe amplamente, em uma de suas encíclicas mais extensas, a vida e as virtudes do santo, assim como a reforma dos costumes que ele provocou com seu exemplo e com sua pregação.

### A vida de São Francisco
São Francisco viveu em tempos difíceis, nos quais o luxo e a ganância conviviam com a miséria dos mais pobres, e as lutas entre as cidades, e dentro delas, provocavam sua devastação, acompanhadas de incêndios e matanças. Foi nesse ambiente que Francisco, filho de um rico burguês, em meio a uma vida alegre e confortável, foi movido por Deus a desprezar os bens terrenos e a se preocupar com os espirituais. A encíclica expõe com vigor o modo heroico como São Francisco viveu a pobreza, a humildade, a castidade e, especialmente, a prática da caridade.
A encíclica também destaca o louvor que o próprio Francisco fez à pobreza, escrevendo sobre ela:

Santa senhora pobreza, Deus te salve com tua santa irmã a humildade... A santa pobreza confunde toda avidez, ganância e preocupações deste mundo. A santa humildade confunde o orgulho, todos os honores deste mundo e todas as coisas que estão no mundo.— São Francisco, Opúsculo Salutatio virtutum, em Rite expiatis, AAS vol. 15, p. 164.
A encíclica destaca a humildade do santo e a maneira delicada com que ele vivia a obediência, a ponto de que, embora fosse o fundador de sua Ordem, quis submeter-se à vontade de um de seus companheiros e, assim que pôde, abandonou o governo da Ordem. Antes disso, já havia querido submeter as regras que escreveu para a Ordem ao Papa Inocêncio III, e depois acolheu as regras tal como foram entregues por Honório III. Uma atitude bem diferente da que mantiveram alguns falsos reformadores que, como explica Pio XI na encíclica, escondiam sob essa pretensão uma rejeição à disciplina eclesiástica e uma rebelião contra a Sé Apostólica.

### Moveu à reforma dos costumes
O papa passa a expor o papel desempenhado por Francisco na reforma dos costumes de sua época. Junto à igreja de São Damião, ele havia ouvido por três vezes uma voz celestial que lhe dizia:
"Francisco, vai e repara minha casa, que está prestes a desmoronar completamente". Como ele não entendeu o significado oculto da visão, pois era de ânimo humilde e se julgava pouco capaz de qualquer grande empreendimento, Inocêncio III interpretou mais claramente o lamento do Senhor através da visão celestial de Francisco, que sustentaria com suas costas o cambaleante templo de Latrão. O Seráfico Varão, uma vez fundadas as ordens — uma para homens e outra para mulheres — para conduzi-los pelo caminho da perfeição evangélica, percorre rapidamente as cidades da Itália, e com palavras breves, mas ardentes, começa, por si mesmo e pelos discípulos que antes havia escolhido, a anunciar e pregar penitência aos povos: e, nesse ministério, obteve resultados incríveis, tanto pela palavra quanto pelo exemplo.— Encíclica "Rite expiatis", vol. 15, pp. 166-167.
Assim, Francisco obteve resultados incríveis, tanto por sua palavra quanto por seu exemplo, com inúmeras conversões, muitas das quais acompanhadas do abandono dos bens terrenos por amor à vida evangélica. Em algumas ocasiões, Francisco se via obrigado a recusar esses oferecimentos de seguimento, pois considerava que essa não era a vocação de todos. Por isso, ele decidiu unir às duas ordens que havia fundado uma Terceira Ordem
certamente religiosa, mas que, de modo inovador para aquela época, não era obrigada a fazer votos religiosos. O objetivo dessa nova ordem era oferecer a todos os homens e mulheres do mundo a oportunidade de cumprir a lei divina e alcançar a perfeição cristã. Os principais pontos do regulamento da nova comunidade eram: só seriam admitidos aqueles que professassem a fé católica e obedecessem à Igreja com reverência.
Desde então, a fama de santidade de Francisco se espalhou por todo o mundo, e a admiração pelo Santo de Assis só cresceu até os dias de hoje, também devido à sua simplicidade poética, seu amor pela natureza e sua pátria, como é evidente em seus escritos. O papa observa, porém, que, embora todos esses valores sejam verdadeiros, são secundários e não devem ocultar o profundo amor a Deus que eles expressam. Embora importantes, são aspectos secundários.

### Solene celebração deste centenário e exortações à família franciscana
A parte final da encíclica demonstra a alegria do papa pela solenidade e extensão com que se celebra este sétimo centenário, mas ele exorta para que todos esses atos promovam um melhor conhecimento do espírito de São Francisco. Ele pede que, como recomendou Leão XIII em sua encíclica — no sétimo centenário do nascimento de Francisco de Assis — aqueles que participarem dessas celebrações "admirarem suas excelentes virtudes, extraiam algum exemplo e se esforcem para melhorar ao imitá-lo". O papa continua com exortações a cada uma das três ordens fundadas por Francisco. À Primeira Ordem, pede que:
"atraiam sempre o próximo para os preceitos evangélicos, o que será menos difícil se guardarem com perfeição aquela santa Regra que seu fundador chamava de 'livro da vida, esperança de salvação, medula do Evangelho, caminho de perfeição, chave do paraíso, pacto de aliança eterna.'"
Que se apresse o crescimento da vida espiritual do povo cristão. Esse apostolado, que já fez com que Gregório IX os chamasse dignamente de soldados de Cristo e novos Macabeus, pode hoje ter igual importância para a salvação de todos, contanto que, assim como cresceram em número por todo o globo, também, revestidos do espírito de seu pai Francisco, coloquem acima de tudo a inocência e a integridade dos costumes.— Encíclica Rite expiatis, AAS vol. 15, pp. 173-174
O papa conclui a encíclica, como é habitual, concedendo a bênção apostólica.Predefinição:XCols